# Aéroport international William R. Fairchild
L'Aéroport international William R. Fairchild (IATA: CLM, ICAO: KCLM, FAA LID: CLM)  est un aéroport public situé à proximité de la ville de Port Angeles dans le comté de Clallam dans l'État de Washington aux États-Unis.

## Caractéristiques
L'aéroport dispose de deux pistes principales:
- piste 8/26 de 6,347 ft × 150 ft (1,935 m × 46 m)
- piste 13/31 de3,245 ft × 50 ft (989 m × 15 m)[1]

## Historique
L'aéroport a été construit entre 1934 et 1948. Il était nommé Clallam County Municipal Landing Field en 1948.

## Situation
| \| 50 km1:5 973 000 \| Yakima Anacortes Bellingham Friday · Harbor Port · Angeles Tri-Cities Pullman · Moscow Boeing-King Seattle · Tacoma Spokane Walla Walla Wenatchee · Pangborn Paine |
| 50 km1:5 973 000 |